# Lucas Hamilton
Lucas Hamilton (Ararat, 12 de febrero de 1996) es un ciclista profesional australiano que milita en el equipo INEOS Grenadiers.

## Palmarés
2017
- Campeonato Oceánico en Ruta sub-23
- 1 etapa del Giro Ciclistico d'Italia
- Tour de Alsacia

2019
- Settimana Coppi e Bartali
- 1 etapa del Tour de la República Checa

2020
- 2.º en el Campeonato de Australia en Ruta
- 1 etapa de la Tirreno-Adriático

## Resultados en Grandes Vueltas
| Carrera | Carrera         | 2017 | 2018 | 2019 | 2020 | 2021 | 2022 | 2023 | 2024 | 2025  |
| ------- | --------------- | ---- | ---- | ---- | ---- | ---- | ---- | ---- | ---- | ----- |
|         | Giro de Italia  | —    | —    | 25.º | Ab.  | —    | 13.º | —    | —    | 103.º |
|         | Tour de Francia | —    | —    | —    | —    | Ab.  | —    | —    | —    | —     |
|         | Vuelta a España | —    | —    | —    | —    | 54.º | 78.º | —    | —    | —     |

—: no participa
Ab.: abandono

## Equipos
- Mitchelton Scott (2017)
- Mitchelton/BikeExchange/Jayco[1] (2018-2024)
  - Mitchelton-Scott (2018-2020)
  - Team BikeExchange (2021)
  - Team BikeExchange-Jayco (2022)
  - Team Jayco AlUla (2023-2024)
- INEOS Grenadiers (2025-)